# Joyeuseova fontána
Joyeuseova fontána (francouzsky Fontaine de Joyeuse), též nazývaná fontána sv. Ludvíka (fontaine Saint-Louis) je fontána v Paříži. Fontána nese jméno francouzské šlechtické rodiny de Joyeuse.

## Umístění
Kašna se nachází ve 3. obvodu v ulici Rue de Turenne u domu č. 41.

## Historie
První fontána tohoto jména byla postavena již v roce 1687. V roce 1847 ji nahradila současná fontána napájená z kanálu Ourcq, která byla součástí programu města Paříže na založení veřejných kašen v hustě obydlené čtvrti Faubourg Saint-Antoine. Z této doby pochází i fontána Roquette nebo dnes již neexistující fontána Sainte-Eugénie.
Od 6. března 1925 je kašna chráněná jako historická památka.
Kašna byla v roce 2008 restaurována i s nočním osvětlením, ale její interiér není přístupný.

## Popis
Kašnu vyzdobil sochař Isidore Romain Boitel (1812-1860). Kašna vypadá jako kaple vklíněná mezi budovy, je asi tři metry široká. Po stranách niky jsou dva iónské pilastry, které podpírají kladí se znakem města Paříže uprostřed.
Vstup do fontány je zahrazen železnou mříží. Uvnitř je litinová socha na mramorovém pilíři znázorňující dítě s nakloněnou nádobou, ze které vytéká voda. Ta teče do půlkruhové nádrže. Odtud přes bronzový maskaron voda odtéká do otvoru v zemi zakrytého mřížkou.
Kupoli nad sochou zdobí basreliéfy různých vodních živočichů v rákosí jako volavka, žába, labuť nebo had.